# Марк Мений (трибун 410 пр.н.е.)
Марк Мений (на латински: Marcus Maenius; Menenius) е политик на Римската република през края на 5 век пр.н.е. Произлиза от фамилията Мении (или Менении).
През 410 пр.н.е. той е народен трибун. Подготвя закон lex agraria. Консули са Маний Емилий Мамерцин и Гай Валерий Поцит Волуз.